# 神戸大学附属中等教育学校
神戸大学附属中等教育学校（こうべだいがくふぞくちゅうとうきょういくがっこう、英: Kobe University Secondary School）は、兵庫県神戸市東灘区住吉山手に所在する国立中等教育学校。

## 概要
神戸大学発達科学部附属の2つの中学校（附属住吉中学校・附属明石中学校）を前身とし、新たに後期課程（高校段階）を創設して、神戸大学直轄の附属中等教育学校として2009年に発足した。それまでの発達科学部附属学校の伝統を踏まえ、「ゆとり」「継続」「交わり」を特色とした教育を行っている。また、神戸大学が掲げている「グローバルエクセレンス（国際的に卓越した）教育」を受け、新時代に相応しい資質と能力を備え自立した市民「グローバルキャリア人」の育成を教育目標としている。
校訓は「自治」「協同」「創造」。

## 沿革
神戸大学の附属学校再編計画により創立された。編成前に存在した附属住吉中学校・附属明石中学校（それぞれ1947年創立）は、2009年度より生徒募集を停止し、2011年3月に廃止された。

### 前身校
- 神戸大学附属住吉中学校（住吉校舎）
- 神戸大学附属明石中学校（明石校舎）

### 年表
- 2009年（平成21年）4月1日 - 神戸大学の附属学校再編計画に伴い創立。住吉校舎に前期課程3クラス、明石校舎に前期課程2クラスを設置。住吉校舎は附属住吉中学校・附属住吉小学校に、明石校舎は附属明石中学校・附属明石小学校にそれぞれ併置する形で新設され、明石校舎では神戸大学附属小学校が同時に新設された。
- 2011年（平成23年）3月 - 住吉校舎で併置校の附属住吉中学校が、明石校舎で併置校の附属明石中学校がそれぞれ閉校。
- 2011年（平成23年）夏 - 大規模な校舎改修を実施。
- 2012年（平成24年）4月 - 住吉校舎にて後期課程を開始。
- 2013年（平成25年）4月 - 文部科学省研究開発学校の指定（2016年度まで）を受け、地理・歴史科の新科目（地理基礎・歴史基礎）に関する研究を開始。
- 2014年（平成26年）3月 - 住吉校舎で併置校の附属住吉小学校が、明石校舎で併置校の附属明石小学校がそれぞれ閉校。
- 2014年（平成26年）4月 - ESD（持続可能な開発のための教育）の推進拠点としてユネスコスクールに加盟。
- 2015年（平成27年）1月 - 最初の一般適性検査を実施。
- 2015年（平成27年）3月 - 第一回生卒業。明石校舎を閉鎖。
- 2015年（平成27年）4月 - 文部科学省スーパーグローバルハイスクール（2019年度まで）に指定される。
- 2017年（平成29年）4月 - 文部科学省研究開発学校の指定延長（2019年度まで）を受け、地理・歴史科の新科目（地理総合・歴史総合）に関する研究を開始。
- 2019年（令和元年）3月 - 本校での課題研究指導についてまとめた本「探究の力を育む課題研究」を林創との共著で上梓。
- 2020年（令和2年）4月 - 文部科学省スーパーサイエンスハイスクール（2024年度まで）に指定される。これに伴い、Future Innovator Training（FIT）や、Advanced Science and Technology Academy (ASTA) に取り組む。

## 教育目標
国際的視野を持ち未来を切り拓く、真理探究の精神に富んだグローバルキャリア人を育成する。「見つける力」「調べる力」「まとめる力」「発表する力」の4つの力とそれらを総合する「考える力」を、教科の学習はもちろん、「Kobe ポート・インテリジェンス・プロジェクト」をはじめとする教育活動全体を通じて育成する。

### 目指す生徒像
- 主体的に自己及び社会の未来を切り拓くことのできる生徒
- 国際的な視野を持ち、自他を認め合って行動できる生徒
- 真理探究の精神に富み、新たな価値を創造する力を身につけた生徒

## 教育課程
1,2年を基礎期、3,4年を充実期、5,6年を発展期を位置づけ、教育を行っている。基礎期では「生活や学習の習慣を作る」こと、充実期では「自分らしさを見つける」こと、発展期では「自己を確立する」ことが目標とされている。2学期制でカリキュラムが組まれており、四月から九月を「春学期」、十月から三月までを「秋学期」と呼んでいる。
思春期を高校受験に分断されないという特色を活かし、継続した心身の発達を図っている。そのような特色を活かして「ゆとり」のあるカリキュラムを編成し、観察・実験、調査・見学・フィールドワーク、ものづくり等の体験学習を積極的に取り入れている。特に、4年生で行われるインターンシップ学習では、神戸大学の協力のもと、大学の研究室でインターンシップ学習を行うことが可能であるほか、任意で希望する企業・団体・個人経営との合意があれば、インターンシップ先は生徒が自由に決めることも可能。また、中学生から高校生までの幅広い年代が集まっていることを活かし、幅広い集団の中での交わりを重視してリーダーシップや協調的態度を養う。

### 教科の教育
- 中等教育学校の特例を根拠に、高校範囲の学習を前期課程（中学段階）へ前倒しして学習させている。
- 海外帰国生徒を一般学級に受け入れ、相互啓発を図るなど、外国語教育を重視している。
- 基礎期では給食を食育と位置づけ、授業時間割に食育として1、2年生のみ給食を食べる時間が組み込まれていた。（2022年度に全学年廃止）
- 教員の組織は前期課程・後期課程で一体化しており、6年間で継続した学習指導が行われている。

### Kobe ポート・インテリジェンス・プロジェクト
一般的に総合的な学習の時間に当たるものである。学校創設以来、探求的な学習を「Kobe ポート・インテリジェンス・プロジェクト（略してKobeプロジェクト、またはKP）」と命名し、6年一貫カリキュラムの中心的な教育と位置づけている。「Kobe ポート・インテリジェンス・プロジェクト」という名前は、神戸港が世界的な貿易の拠点であることを鑑み、Kobeプロジェクトが世界で通用する知性を育むことを願って名付けられた。
基礎期では「神戸学」「奈良学」と言った地元のローカルな内容を中心にグループワークなどを用いた探求活動や、附属住吉中学校時代からの伝統である「聞き方・話し方訓練」が行われる。充実期では研修旅行と関連した内容を中心にグループで探求活動を行う他、発展期に行うより高度な課題研究の練習として、自分で定めたテーマで課題研究を行う。発展期では基礎期・充実期での探求活動を土台に、自分でテーマを定めて充実期より高度な探求活動を行う。
3年生終了時で4000字、4年生終了時で8000字、5年生終了時で18000字の論文の提出が求められる。特に、5年生終了時に書く18000字の論文は「卒業論文」と呼ばれ、優秀な論文を書いた生徒は6年生で神戸大学の施設で行われる発表会に参加する他、学会発表等に参加することもある。
2019年に、本校での課題研究指導のノウハウをまとめた本として、「探究の力を育む課題研究」（林創・神戸大学附属中等教育学校、共著）が出版された。

## BYOD (Bring Your Own Device)
BYOD (Bring Your Own Device) とは、生徒が個人所有しているデバイス（タブレットやノートパソコン等）を校内に持ち込んで学校の学習活動でも利用することを指す。2020年ごろから、ゆるやかにBYODを導入している。

### 電子機器の貸し出し
現在、自分専用のデバイスを持っていない生徒に対しては、学校所有のデバイス（iPadやChromebook等）を貸し出すことで、授業などで不利益が生じないようにしている。授業での利用はもちろん、課外活動においても、貸出手続きさえすれば、本校所有のChromebookを生徒は自由に利用することができる。

### Wi-Fiの整備
Wi-Fi環境の整備にも取り組んでいる。学校のWi-Fiは神戸大学のネットワークに接続しているため、Wi-Fiに接続すれば神戸大学生と同じように論文サービスやデータベースサービスを利用することができる。

### ネット環境
- 2020年（令和2年）6月 - 全校生徒にGoogle Workspace for Educationのアカウントを付与
- 2021年（令和3年）4月 - 生徒が利用可能な校内Wi-Fiを整備

## 規模
合併による再編中のため、生徒数は学年によって異なる。
- 2014年度以前は附属住吉・附属明石両小学校からの内部進学者のみ。1学年140名前後。
- 2015年度の入学生は1学年4クラスの160名定員。神戸大学附属小学校からの内部進学約80名、一般募集80名程度。
- 2016年度以降は1学年3クラスの120人ほど。内部進学約40名、一般募集80名程度。
- 帰国生徒については別枠で募集（若干名）

## 通学区域・条件
- 公共交通機関あるいは徒歩で、始業時刻までに無理なく登校できる地域に居住していること[2]。

## 部活動・同好会
- バスケットボール部
- 卓球部
- バレーボール部
- テニス部
- 陸上競技部
- サッカー部
- コーラス部

神戸大学発達科学部附属住吉中学校時代（2008年度）よりNHK全国学校音楽コンクールおよび、全日本合唱コンクールで数多く関西・近畿代表として全国大会に出場しており、県下でも有力な合唱部の一つである。
●NHK全国学校音楽コンクール全国コンクール　※（）は最高学年
第75回（附中60回生）、第76回（附中61回生）、第78回（中等1回生）、第85回（中等8回生）、第88回（中等11回生）
●全日本合唱コンクール全国大会 ※（）は最高学年
2008年度・第61回（附中60回生）、2009年度・第62回（附中61回生）、2010年度・第63回（附中62回生）、2012年度・第65回（中等2回生）、2013年度・第66回（高A：中等1回生/中同：中等3回生）、2014年・第67回（中等4回生）、2017年度・第70回（中等7回生）、2022年度・第75回（中等12回生）、2024年度・第77回（高B：中等12回生/中同：中等14回生）※うち第63回大会、第70回大会、第77回大会（中学同声部門）では全国大会金賞を、第77回大会では全国2位にあたる特別賞（さいたま市長賞）を受賞している。
- 吹奏楽部
- 演劇部 (@-planet)
- 家庭科研究部
- 科学研究部
- ESS部
- 美術部
- PC部
- 文芸同好会
- アンサンブル同好会

校則により、同好会に参加を許されるのは後期生のみである。また、後期生から兼部が可能となる。

## 学校行事
年間を通じ、様々な学校行事が催される。
4月 - 入学式
以前は神戸大学の出光佐三記念六甲台講堂で行われていたが、近年は学校敷地内で行われている。
5月 - 兎原祭（文化祭）
週末の2日間にかけて行われる、本校最大の行事。例年5000人前後の一般来場者が訪れるこの行事は、有志生徒で構成される兎原祭実行委員会（通称TFPT）が主体となって運営する。各クラスが教室企画や演劇を行うほか、部活動や同好会の発表の場ともなっている。2019年度までは各学級で企画などを行っていたが、2021年度は4つの部門に分かれ縦割りで企画が行われた。本校関係者以外も参加可能である。生徒やPTAによる食販企画や外部食販団体、神戸大学生協が来校者に昼食を提供する。兎原祭キャラクター「とげたん」という兎のキャラクターがシンボルとなっている。
6月 - 春学期中間考査

9月 - 春学期期末考査

9月 - 探求週間
春学期期末考査が終わってから秋学期の始業式までの間、探求週間とよばれる期間が存在する。この期間中に3年生は研修旅行へ、5年生は修学旅行へ行く。また、他学年においてもフィールドワークやインターンシップ学習などが行われる。現在の研修旅行の行き先は沖縄県、修学旅行の行き先は北海道である。
10月 - 体育祭
有志生徒による体育祭実行委員会が中心となって運営する。リレーなどの一般的な競技や、生徒が考案した競技が行われ、各クラスや紅白で分かれて得点を競う。また、各学年による応援演技も行われる。2018年度までは前期・後期で別々に開催されていたが、令和元年度体育祭より前期・後期合同で開催されるようになった。
11月 - 合唱コンクール
学年ごとに設定された課題曲と、各クラスごとに決めた自由曲を、各クラスで練習し発表する。各学年の優秀1クラスは音楽祭で代表クラスとして歌う。（2021年以降は全クラス音楽祭で歌っている）
11月 - 音楽祭
神戸文化ホールの大ホールで開催される（2018年は天井ボード落下により神戸国際会館に急遽変更）。合唱コンクールでの優秀クラスによる発表や、4年生音楽選択者による発表、部活動・同好会による発表が行われる。また、神戸大学附属小学校児童による合唱の発表もある。
12月 - 秋学期中間考査

3月 - 卒業式

3月 - 秋学期期末考査

## 主な出身者
- シェーファーアヴィ幸樹（プロバスケットボール選手）
- 大谷舞風（NHKアナウンサー）

## 進学実績
進学実績は1回生（2015年入試）から10回生（2024年入試）まで学校HP上に公開されている。
〈主要大学への合格者数の推移〉
|          | 2015 | 2016 | 2017 | 2018 | 2019 | 2020 | 2021 | 2022 | 2023 | 2024 |
| -------- | ---- | ---- | ---- | ---- | ---- | ---- | ---- | ---- | ---- | ---- |
| 東京大学 | 0名  | 1名  | 2名  | 2名  | 3名  | 3名  | 4名  | 5名  | 4名  | 4名  |
| 京都大学 | 6名  | 1名  | 5名  | 5名  | 3名  | 3名  | 10名 | 13名 | 5名  | 7名  |
| 大阪大学 | 1名  | 3名  | 4名  | 9名  | 10名 | 12名 | 12名 | 11名 | 10名 | 15名 |
| 神戸大学 | 7名  | 5名  | 12名 | 14名 | 14名 | 5名  | 13名 | 14名 | 12名 | 18名 |

## 交通
- 神戸市営バス19･39系統「神大附属前」バス停下車すぐ
- 御影駅 (阪急)より徒歩約15分
- 住吉駅 (JR西日本・神戸新交通)より徒歩約30分

2017年度まで登下校時間帯に日本交通に委託のスクールバスの運行が神戸大学附属中等教育学校 - 阪急御影駅 - JR住吉駅間で実施されていたが、利用者数の減少により平成30年度から廃止され、神戸市営バスで登校時間帯のみ、学校行き便（19系統のみ）および学校先回り便が新設された（学校休校日等は運休）。また、兎原祭（文化祭）開催時は、終了時間付近に学校発の臨時便が出ることもある。

## 姉妹校および交流校
- 台湾 国立高雄師範大学附属高等学校
- アメリカ合衆国 International Community School (ICS)
- ベトナム ハノイ国家大学外国語大学附属外国語英才高等学校
- 神戸市東灘区 カナディアン・アカデミー

## 参考
- 附属学校部について ｜ 神戸大学附属学校部
- 各学校の概要 ｜ 神戸大学附属学校部
- 神戸大学広報誌『風』 Vol.13 14, 15ページ
- 探求の力を育む課題研究 著：林創・神戸大学附属中等教育学校